# お伝と伝じろう
『お伝と伝じろう』（おつたとでんじろう）とは、NHK Eテレで2013年4月8日から始まった小学校3年生から6年生を対象にした国語番組である。放送開始当初から字幕放送を実施しているほか、2014年度からは視覚障害者向けに副音声による解説放送を行っている。

## 番組概要
これは「お伝と伝じろう」という2人の指導役のもとに、子どもたちが「伝える喜び」を感じて、自らの力でとしていく様子をドキュメントで紹介し、子供たちがコミュニケーションスキルを身につけるよう促すものである。
小学生の男の子サトルは内気で気が弱く、話したり聞いたりするのがうまくいかない出来事が起きる。このとき、場面が伝じろうの心の中に移る。伝じろうの心の中にはお伝という女性が住んでいて、解決するためのヒントを与えてくれる。場合によっては、伝じろうの心の中の場面にゲストが現れ、自分の経験や心がけていることを話してくれる。その後、場面は元に戻り、サトルは、伝じろうの心の中で学んだことに従ってコミュニケーションを試してみる。

## 放送時間
| 期間                | 放送時間           |
| ------------------- | ------------------ |
| 2013年度 - 2015年度 | 月曜日 9:20 - 9:30 |
| 2022年度 -          | 月曜日 9:15 - 9:25 |

## 出演者
- 伝じろう（でんじろう） - トビー（レ・ロマネスク）

フランスのパリから来た転校生。
転校した頃、自己紹介の時に「合唱コンクールで目指しますぅ～、世界一～♪」と、歌っていた。
- お伝（おつた） - ミーヤ（レ・ロマネスク）

伝じろうの心の中の場面にいつも登場する人物。言葉は少ないが、コミュニケーションに関するアドバイスをくれる。
- サトル - 越冨幹人[3]

この番組の主役。コミュニケーションが苦手な小学生。
- リン - 丹羽絵理香

サトルが憧れる、クラスメートの女の子。
- シュン - 阿部考将[3]

サトルのクラスメートの男の子。
- 先生 - 宍戸美和公

サトル、リン、シュン、伝じろうの担任。
学校内で、超能力者の噂がたっているが、それは顔や服などを見ているからである。
「遠足のおにぎり」の事を誰にも話されたくない為か、サトルが話しかけたところで止めている。

## テーマ曲
- 伝わレレレ

歌：レ・ロマネスク
作詞・作曲：トビー
編曲：鈴木KC

## スタッフ
- 音楽：レ・ロマネスク、大八木伸幸
- タイトルロゴデザイン：宮坂淳（snowfall inc.）[5]
- 企画協力：黒田英津子（東伊豆町立熱川小学校副校長）、高木まさき（横浜国立大学教授）、平井佳江（横浜市教育委員会指導主事）、三戸部修治（文部科学省初等中等教育局教科調査官）
- 構成：ピエール杉浦[6]
- 演出：オースミユーカ[6]
- 制作：NHKエデュケーショナル
- 制作協力：ディレクションズ
- 制作著作：NHK

## 放送リスト
- 2014年度は2013年度放送分の再放送となっている。
- 2014年10月6日放送予定だった第11回「ちゃんと説明できたかな?」は、NHK総合テレビで台風18号関連のニュースを優先することに伴い、本来ならNHK総合テレビで放送する予定だった国会中継（第187回国会 衆議院予算委員会 予算実施状況集中審議[7]）をNHK Eテレで代替放送したことにより休止となった。なお、休止となった同年10月6日放送分は、10月9日の26:10～26:20（10月10日の2:10～2:20）に延期された[8]。

| 回数 | サブタイトル               | 内容                     | 初回放送日     | ゲスト               |
| ---- | -------------------------- | ------------------------ | -------------- | -------------------- |
| 1    | はじまりは自己紹介         | 話す話題を決める         | 2013年4月8日   | 野口健               |
| 2    | しっかり聞く               | 人の話を聞く             | 2013年4月22日  | 名越康文             |
| 3    | 「意見」を言おう           | 自分の意見を持つ         | 2013年5月13日  | 村上龍男             |
| 4    | 会話のキャッチボール       | 会話をつづける           | 2013年5月27日  | -                    |
| 5    | ほんとに分かってるの?      | 質問する                 | 2013年6月10日  | 長谷川祐子           |
| 6    | 何を言いたいの?            | 中心をはっきりさせて話す | 2013年6月24日  | LiLiCo               |
| 7    | どうしてそう思ったの?      | 理由を言葉にする         | 2013年7月8日   | -                    |
| 8    | 今日は句会                 | 俳句を作る               | 2013年8月19日  | 黛まどか             |
| 9    | 何を話し合ったの?          | 話し合う（1）            | 2013年9月9日   | -                    |
| 10   | ピンチ! 意見が対立         | 話し合う（2）            | 2013年9月30日  | -                    |
| 11   | ちゃんと説明できたかな?    | 道筋を立てて説明する     | 2013年10月7日  | -                    |
| 12   | それって本当?              | 事実と意見を区別する     | 2013年10月21日 | 佐倉統               |
| 13   | 言葉が人をひきつける       | キャッチコピーを作る     | 2013年11月11日 | 谷山雅計             |
| 14   | 表情にも言葉が             | 話し方                   | 2013年11月18日 | 松木安太郎           |
| 15   | 目上の人と話すとき         | 適切な言葉遣いで話す     | 2013年12月2日  | ロバート・キャンベル |
| 16   | プレゼンテーションをしよう | 資料を用いて発表する     | 2014年1月6日   | -                    |
| 17   | 聞き上手になろう           | インタビュー             | 2014年1月20日  | 吉田豪               |
| 18   | 声だけで表現しよう         | きれいな朗読             | 2014年2月3日   | 飯島晶子             |
| 19   | 劇で表現しよう             | 演劇                     | 2014年2月17日  | 横山仁一             |
| 20   | 思い届けるスピーチ         | スピーチ                 | 2014年3月3日   | 松木安太郎、LiLiCo   |